# Gözde Dökel
Pakize Gözde Dökel (17 d'agost de 1997) és una jugadora de futbol turca. Juga com a migcampista
a la lliga femenina d'Alemanya i també a la selecció turca.